# Campeonato de Primera C 2007-08 (Argentina)
El Campeonato de Primera C 2007/08 fue la septuagésima cuarta temporada de la categoría y la vigesimoprimera de esta división como cuarta categoría del fútbol argentino. Fue disputado entre el 4 de agosto de 2007 y el 24 de mayo de 2008 por 20 equipos.
Se incorporaron a la categoría para este torneo El Porvenir, descendido de la Primera B y Leandro N. Alem, campeón y único ascendido de la Primera D.
El campeón fue Colegiales, que finalizó en el primer lugar de la tabla de posiciones y de esta manera obtuvo el único ascenso directo que entregaba este certamen. El ganador del Torneo Reducido fue Barracas Central, que cayó luego frente a San Telmo en la Promoción con un equipo de la Primera B.
Asimismo, el torneo determinó los descensos de Dock Sud, último en la tabla de promedios, y de San Martín de Burzaco, anteúltimo en la misma, que debió disputar la Promoción en la cual perdió contra Berazategui, ganador del Torneo Reducido de la Primera D.

## Ascensos y descensos
| Promedio | Descendido de la Primera C 2006-07 |
| -------- | ---------------------------------- |
| 20.°     | Ituzaingó                          |

| Posición | Ascendido de la Primera D 2006-07 |
| -------- | --------------------------------- |
| Campeón  | Leandro N. Alem                   |

| Posición | Ascendido a la Primera B 2007-08 |
| -------- | -------------------------------- |
| Campeón  | Acassuso                         |

| Promedio | Descendidos de la Primera B 2006-07 |
| -------- | ----------------------------------- |
| 22.º     | El Porvenir                         |

## Equipos participantes
| Equipo                | Ciudad            | Estadio                    | Capacidad |
| --------------------- | ----------------- | -------------------------- | --------- |
| Argentino (M)         | Merlo             | Argentino de Merlo         | 11.000    |
| Argentino (R)         | Rosario           | José Martín Olaeta         | 6800      |
| Barracas Bolívar      | Bolívar           | Municipal de Bolívar       | 4000      |
| Barracas Central      | Buenos Aires      | Barracas Central           | 4400      |
| Cañuelas              | Cañuelas          | Jorge Alfredo Arín         | 1500      |
| Colegiales            | Munro             | Libertarios Unidos         | 6000      |
| Deportivo Laferrere   | Laferrere         | Ciudad de Laferrere        | 10.000    |
| Dock Sud              | Dock Sud          | De Los Inmigrantes         | 9500      |
| El Porvenir           | Gerli             | Gildo Francisco Ghersinich | 14.000    |
| Excursionistas        | Buenos Aires      | Excursionistas             | 7200      |
| Fénix                 | Pilar             | Carlos Barraza             | 6000      |
| General Lamadrid      | Buenos Aires      | Enrique Sexto              | 3500      |
| Justo José de Urquiza | Loma Hermosa      | Ramón Roque Martín         | 2500      |
| Leandro N. Alem       | General Rodríguez | Leandro N. Alem            | 4000      |
| Luján                 | Luján             | Municipal de Luján         | 2000      |
| Sacachispas           | Buenos Aires      | Roberto Larrosa            | 4000      |
| San Martín            | Burzaco           | Francisco Boga             | 5000      |
| San Miguel            | Los Polvorines    | Malvinas Argentinas        | 11.000    |
| Villa Dálmine         | Campana           | Coliseo de Mitre y Puccini | 12.000    |
| Villa San Carlos      | Berisso           | Genacio Sálice             | 4000      |

|  |

### Distribución geográfica de los equipos
| Región                                   | Cant. | Equipos |
| ---------------------------------------- | ----- | --- |
| Conurbano bonaerense                     | 9     | Argentino de Merlo, Colegiales, Deportivo Laferrere, Dock Sud, El Porvenir, Fénix, Justo José de Urquiza, San Martín (B) y San Miguel |
| Interior de la provincia de Buenos Aires | 5     | Barracas Bolívar, Cañuelas, Leandro N. Alem, Luján y Villa Dálmine                                                                    |
| Ciudad de Buenos Aires                   | 4     | Barracas Central, Excursionistas, General Lamadrid y Sacachispas                                                                      |
| Gran La Plata                            | 1     | Villa San Carlos |
| Ciudad de Rosario                        | 1     | Argentino |

## Formato

### Competición
Se disputó un torneo de 38 fechas por el sistema de todos contra todos, ida y vuelta.

### Ascensos
El equipo que más puntos obtuvo se consagró campeón y ascendió directamente. Los equipos ubicados entre el segundo y el noveno puesto de la tabla de posiciones final clasificaron al Torneo reducido, cuyo ganador disputó la promoción contra un equipo de la Primera B Metropolitana.

### Descensos
El promedio se calculó con los puntos obtenidos en la fase regular de los torneos de 2005-06, 2006-07 y 2007-08. El equipo que ocupó el último lugar de la tabla de promedios descendió a la Primera D, mientras que el anteúltimo disputó una Promoción contra un equipo de dicha categoría.

## Tabla de posiciones
| Pos | Equipo                | Pts | PJ | PG | PE | PP | GF | GC | Dif |
| --- | --------------------- | --- | -- | -- | -- | -- | -- | -- | --- |
| 1   | Colegiales            | 75  | 38 | 22 | 9  | 7  | 59 | 32 | +27 |
| 2   | Fénix                 | 70  | 38 | 20 | 10 | 8  | 52 | 33 | +19 |
| 3   | Deportivo Laferrere   | 65  | 38 | 20 | 8  | 10 | 56 | 37 | +19 |
| 4   | Luján                 | 65  | 38 | 18 | 11 | 9  | 51 | 35 | +16 |
| 5   | Barracas Central      | 62  | 38 | 18 | 8  | 12 | 47 | 37 | +10 |
| 6   | El Porvenir           | 60  | 38 | 15 | 15 | 8  | 42 | 40 | +2  |
| 7   | Leandro N. Alem       | 58  | 38 | 17 | 7  | 14 | 45 | 33 | +12 |
| 8   | Argentino de Merlo    | 58  | 38 | 15 | 13 | 10 | 50 | 40 | +10 |
| 9   | Villa San Carlos      | 56  | 38 | 15 | 11 | 12 | 38 | 34 | +4  |
| 10  | San Miguel            | 55  | 38 | 15 | 10 | 13 | 37 | 33 | +4  |
| 11  | Sacachispas           | 51  | 38 | 13 | 12 | 13 | 49 | 52 | -3  |
| 12  | Barracas Bolívar      | 49  | 38 | 13 | 10 | 15 | 57 | 52 | +5  |
| 13  | Excursionistas        | 44  | 38 | 11 | 11 | 16 | 38 | 49 | -11 |
| 14  | J.J. Urquiza          | 43  | 38 | 11 | 10 | 17 | 31 | 48 | -17 |
| 15  | Cañuelas              | 42  | 38 | 10 | 12 | 16 | 39 | 45 | -6  |
| 16  | Villa Dálmine         | 41  | 38 | 7  | 20 | 11 | 30 | 36 | -6  |
| 17  | General Lamadrid      | 40  | 38 | 10 | 10 | 18 | 46 | 64 | -18 |
| 18  | San Martín de Burzaco | 34  | 38 | 7  | 13 | 18 | 34 | 53 | -19 |
| 19  | Dock Sud              | 31  | 38 | 8  | 7  | 23 | 35 | 51 | -16 |
| 20  | Argentino de Rosario  | 27  | 38 | 4  | 15 | 19 | 30 | 62 | -32 |

- Fuente: Diario Ole.[2]

|  | Asciende directamente a la Primera B.               |
|  | Participan del reducido por el ascenso a Primera B. |
|  | Ganador del reducido.                               |

## Promedios
| Pos. | Equipo                | PJ  | 2005-06 | 2006-07 | 2007-08 | Total | Promedio |
| ---- | --------------------- | --- | ------- | ------- | ------- | ----- | -------- |
| 1    | Deportivo Laferrere   | 76  | 0       | 57      | 68      | 125   | 1,644    |
| 2    | Luján                 | 114 | 53      | 53      | 65      | 171   | 1,644    |
| 3    | Colegiales            | 114 | 39      | 55      | 75      | 169   | 1,625    |
| 4    | El Porvenir           | 38  | 0       | 0       | 60      | 60    | 1,578    |
| 5    | Fénix                 | 114 | 42      | 50      | 70      | 162   | 1,557    |
| 6    | Leandro N. Alem       | 38  | 0       | 0       | 58      | 58    | 1,526    |
| 7    | Barracas Central      | 114 | 32      | 64      | 62      | 158   | 1,519    |
| 8    | Barracas Bolívar      | 114 | 46      | 54      | 49      | 149   | 1,432    |
| 9    | Sacachispas           | 114 | 42      | 54      | 51      | 147   | 1,413    |
| 10   | J.J. Urquiza          | 114 | 30      | 72      | 43      | 145   | 1,394    |
| 11   | Argentino de Merlo    | 114 | 39      | 42      | 58      | 139   | 1,336    |
| 12   | San Miguel            | 114 | 34      | 43      | 55      | 132   | 1,269    |
| 13   | Villa San Carlos      | 114 | 22      | 48      | 56      | 126   | 1,211    |
| 14   | Villa Dálmine         | 114 | 32      | 53      | 41      | 126   | 1,211    |
| 15   | Argentino de Rosario  | 114 | 43      | 55      | 27      | 125   | 1,201    |
| 16   | General Lamadrid      | 114 | 30      | 53      | 40      | 123   | 1,182    |
| 17   | Cañuelas              | 114 | 33      | 42      | 42      | 117   | 1,125    |
| 18   | Excursionistas        | 114 | 43      | 30      | 44      | 117   | 1,125    |
| 19   | San Martín de Burzaco | 114 | 34      | 46      | 34      | 114   | 1,096    |
| 20   | Dock Sud              | 114 | 36      | 45      | 31      | 112   | 1,076    |

|  | Participa de la Promoción por el descenso a la Primera D. |
|  | Desciende directamente a la Primera D.                    |

## Reducido
Nota: Los equipos ubicados desde el 2.º lugar hasta el 9.º lugar participan del torneo reducido, el ganador participa de la promoción por el ascenso a la Primera B.
Nota: En los cuartos de final solo habrá partidos de ida.
|  | Cuartos de final    | Cuartos de final    | Cuartos de final    |                  |   | Semifinales                  | Semifinales                  | Semifinales                  |  |  | Final                         | Final                         | Final                         |
|  | 27 de mayo          | 27 de mayo          | 27 de mayo          |                  |   | del 31 de mayo al 4 de junio | del 31 de mayo al 4 de junio | del 31 de mayo al 4 de junio |  |  | del 7 de junio al 16 de junio | del 7 de junio al 16 de junio | del 7 de junio al 16 de junio |
|  |                     |                     |                     |                  |   |                              |                              |                              |  |  |                               |                               |                               |
|  | Barracas Central    | 1                   |                     |                  |   |                              |                              |                              |  |  |                               |                               |                               |
|  | El Porvenir         | 1                   |                     |                  |   |                              |                              |                              |  |  |                               |                               |                               |
|  | El Porvenir         | 1                   |                     | Barracas Central | 1 | 2                            |                              |                              |  |  |                               |                               |                               |
|  |                     |                     |                     | Barracas Central | 1 | 2                            |                              |                              |  |  |                               |                               |                               |
|  |                     | Fénix               | 0                   | 2                |   |                              |                              |                              |  |  |                               |                               |                               |
|  | Fénix               | Fénix               | 0                   | 2                | 0 |                              |                              |                              |  |  |                               |                               |                               |
|  | Fénix               |                     |                     |                  | 0 |                              |                              |                              |  |  |                               |                               |                               |
|  | Villa San Carlos    | 0                   |                     |                  |   |                              |                              |                              |  |  |                               |                               |                               |
|  |                     |                     |                     |                  |   |                              |                              |                              |  |  | Barracas Central              | 1                             | 2                             |
|  |                     |                     | Deportivo Laferrere | 0                | 1 |                              |                              |                              |  |  |                               |                               |                               |
|  | Lujan               | 6                   |                     |                  |   |                              |                              |                              |  |  |                               |                               |                               |
|  | Argentino de Merlo  | 3                   |                     |                  |   |                              |                              |                              |  |  |                               |                               |                               |
|  | Argentino de Merlo  | 3                   |                     | Lujan            | 0 | 0                            |                              |                              |  |  |                               |                               |                               |
|  |                     |                     |                     | Lujan            | 0 | 0                            |                              |                              |  |  |                               |                               |                               |
|  |                     | Deportivo Laferrere | 1                   | 1                |   |                              |                              |                              |  |  |                               |                               |                               |
|  | Deportivo Laferrere | Deportivo Laferrere | 1                   | 1                | 4 |                              |                              |                              |  |  |                               |                               |                               |
|  | Deportivo Laferrere |                     |                     |                  | 4 |                              |                              |                              |  |  |                               |                               |                               |
|  | Leandro N. Alem     | 2                   |                     |                  |   |                              |                              |                              |  |  |                               |                               |                               |

## Promociones

### Primera D-Primera C
Esta promoción se definirá entre San Martín de Burzaco (penúltimo del promedio de la Primera C y el campeón del torneo reducido de la Primera D Berazategui  y se jugarán en partidos de ida y vuelta. Berazategui hará de local en el primer partido de la llave, mientras que San Martín de Burzaco jugará de local, en el partido de vuelta de la llave.
| Berazategui                                               | 3 - 2 | San Martín de Burzaco | Ciudad de La Plata | 22 de junio | 15:00 |
| San Martín de Burzaco                                     | 0 - 0 | Berazategui           | Florencio Sola     | 28 de junio | 15:00 |
| Berazategui asciende a la Primera C con un global de 3-2. |       |                       |                    |             |       |

### Primera C-Primera B Metropolitana
Esta promoción se definirá entre San Telmo (penúltimo del promedio de la Primera B Metropolitana y el campeón del torneo reducido de la Primera C Barracas Central  y se jugarán en partidos de ida y vuelta. Barracas Central hará de local en el primer partido de la llave, mientras que San Telmo jugará de local, en el partido de vuelta de la llave.
| Barracas Central                                     | 2 - 3 | San Telmo        | Claudio "Chiqui" Tapia | 21 de junio | 15:00 (TV) |
| San Telmo                                            | 0 - 1 | Barracas Central | Juan Pasquele          | 29 de junio | 13:00 (TV) |
| San Telmo mantuvo la categoría con un global de 3-3. |       |                  |                        |             |            |

## Goleadores
| Jugador              | Equipo           | Goles |
| -------------------- | ---------------- | ----- |
| Sebastián Tagliabue  | Colegiales       | 20    |
| Walter Garcete       | Laferrere        | 19    |
| Jorge Blanco         | Laferrere        | 16    |
| Gabriel Manzini      | Barracas Central | 16    |
| Sebastián Neuspiller | Fénix            | 16    |

- Fuente: Diario Ole.[3]